# Culicoides paraensis
Culicoides paraensis är en tvåvingeart som först beskrevs av Emílio Augusto Goeldi 1905.  Culicoides paraensis ingår i släktet Culicoides och familjen svidknott. Inga underarter finns listade i Catalogue of Life.